# Persona 3 The Movie: No.1 Spring of Birth
Persona 3 The Movie: #1 Spring of Birth (劇場版「ペルソナ3」第１章, Gekijōban Perusona 3 Dai Ichi Shō) est un film d'animation japonais sortie le 23 novembre 2013 au Japon et est le premier film adapté du jeu vidéo Shin Megami Tensei: Persona 3. Réalisé par Noriaki Akitaya et écrit par Jun Kumagai, le film distribué par Aniplex est basé sur une histoire originale d'Atlus. Les seiyūs Akira Ishida, Megumi Toyoguchi, Kōsuke Toriumi, Rie Tanaka, Hikaru Midorikawa et Mamiko Noto participent à sa production.

## Synopsis
Entre deux journées, à minuit, une nouvelle heure apparaît, la Dark Hour. Ceux qui ne sont pas enfermés dans des cercueils durant cette heure rencontrent des êtres dangereux appelés Shadows. Certaines personnes possèdent le potentiel de libérer un Persona : un étrange pouvoir permettant de se battre contre les Shadows. Un groupe secret appelé SEES (Specialized Extracurricular Execution Squad, littéralement Escadron Extrascolaire Spécialisé d'exécution) a pour mission de supprimer la Dark Hour.
Peu après l'arrivée de Makoto Yuki au dortoir d'Iwatodai, son Persona s'éveille après avoir été attaqué par un Shadow. Admis au sein du SEES, il commence à combattre auprès de ses camarades en essayant de protéger l'humanité des Shadows et de la Dark Hour.